# Лабрисомовые
Лабрисомовые (лат. Labrisomidae) — семейство лучепёрых рыб из отряда Blenniiformes. Ранее включалось в отряд окунеобразных. Распространены в тропических водах Атлантического и Тихого океанов.

## Описание
Морские рыбы небольших размеров от 2 до 35 см. Тело удлинённое, покрыто циклоидной чешуёй. Чешуя никогда не врастает в кожу. На затылке, над глазами и у ноздрей имеются мочки. На обеих челюстях зубы в наружных рядах крупные, клыковидые или резцеобразные, по бокам более мелкие. Есть зубы на сошнике и нёбе. В спинном плавнике больше колючих лучей, чем мягких; у некоторых видов есть только жёсткие лучи. Брюшные плавники с одним жёстким и 2—3 мягкими ветвистыми лучами, расположены перед основаниями грудных плавников. В анальном плавнике 2 жёстких луча.  Мягкие лучи в спинном, анальном и хвостовом плавниках несегментированные (простые). Боковая линия полная или есть только в передней части тела. 

## Биология
Морские донные рыбы. Обитают над скалистыми, ракушечными грунтами; некоторые в коралловых рифах или в зарослях морских трав. Многие виды прячутся в норах. Самцы охраняют нерестовые участки. Икра откладывается на скалистые основания. Самцы охраняют кладку. Некоторые представители родов Starksia и Xenomedia являются живородящими.

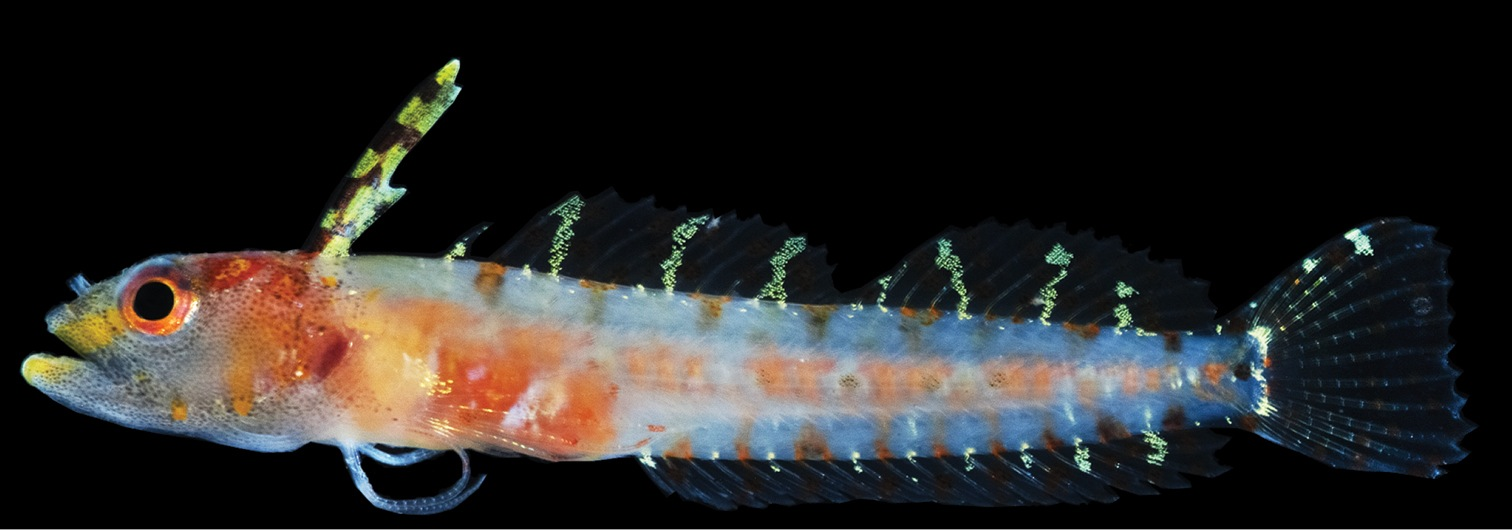
Haptoclinus dropi

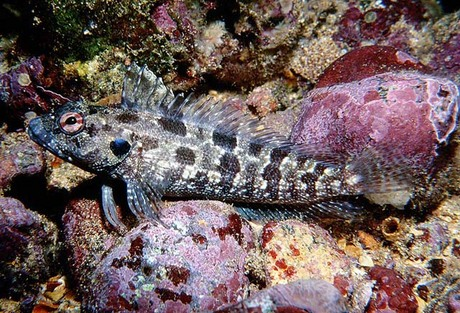
Labrisomus dendriticus

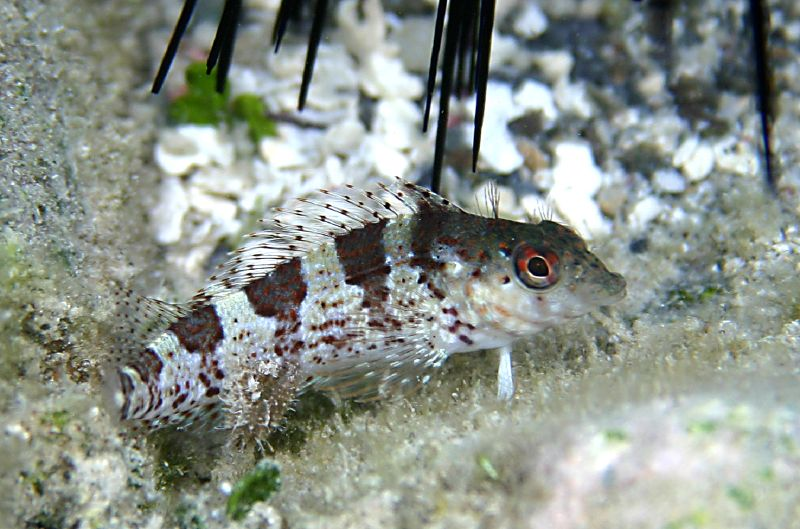
Malacoctenus triangulatus

## Классификация
В составе семейства выделяют 16 родов с 120 видами:
- Alloclinus C.L. Hubbs, 1927
- Auchenionchus Gill, 1860
- Brockius Hubbs, 1927
- Calliclinus Gill, 1860 — Калликлинии
- Cottoclinus McCosker, Stephens & Rosenblatt, 2003
- Cryptotrema Gilbert, 1890
- Dialommus Gilbert, 1891
- Exerpes Jordan & Evermann, 1896
- Gobioclinus Gill, 1860
- Haptoclinus Böhlke & Robertson, 1974
- Labrisomus Swainson, 1839 — Лабрисомы
- Malacoctenus Gill, 1860 — Малакоктены
- Nemaclinus Böhlke & Springer, 1975
- Paraclinus Mocquard, 1888 — Параклинусы
- Starksia Jordan & Evermann, 1896 — Старксии
- Xenomedea Rosenblatt & Taylor, 1971